# ساختار و تأویل متن
ساختار و تاویل متن کتابی از بابک احمدی است که در سال ۱۳۷۰ منتشر و در مراسم کتاب سال جمهوری اسلامی ایران به‌عنوان کتاب برگزیده معرفی شد.